# Château de la Madeleine (Eure)
Pour les articles homonymes, voir Château de la Madeleine (homonymie).
Le château de la Madeleine est situé en bordure de la Seine entre les communes de Pressagny-l'Orgueilleux et Vernon dans l'Eure.
Le château fait l’objet d’une inscription au titre des monuments historiques depuis le 6 juin 2002.

## Description et histoire

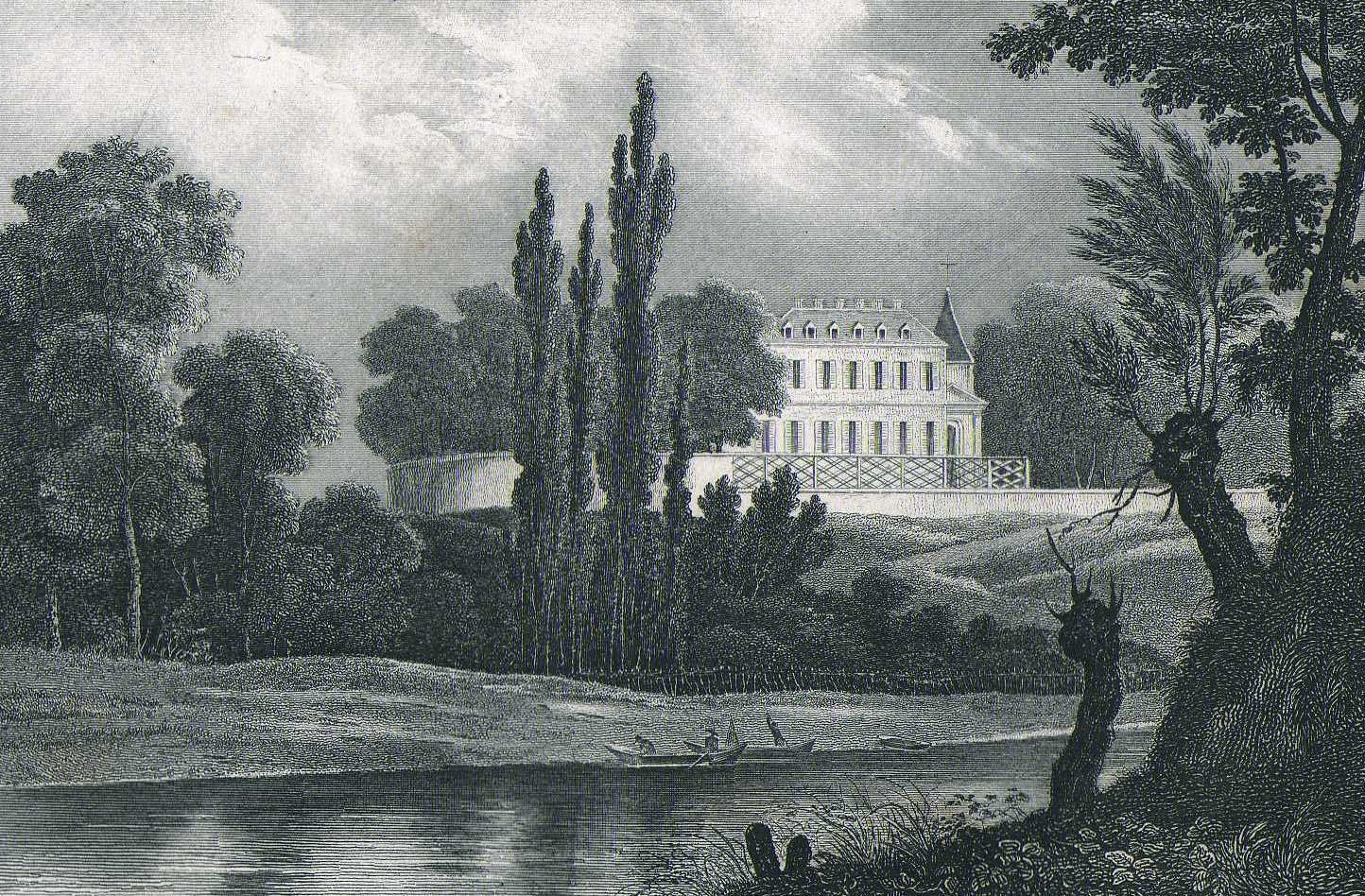
Gravure du château de la Madeleine au milieu du XIXe siècle, lorsqu'il appartenait à la famille de Perier.

C'est un édifice de style principalement baroque qui occupe le Mont désigné en 1129 à Adjutor de Vernon pour y élever un prieuré , en l'honneur de Marie-Madeleine.
Le premier château est construit en 1772 par l'abbé Charles Morin du Marais Vernier, dernier abbé de Paimpont, sur le site du prieuré de Sainte-Madeleine. Ce monument est entièrement détruit à la Révolution.

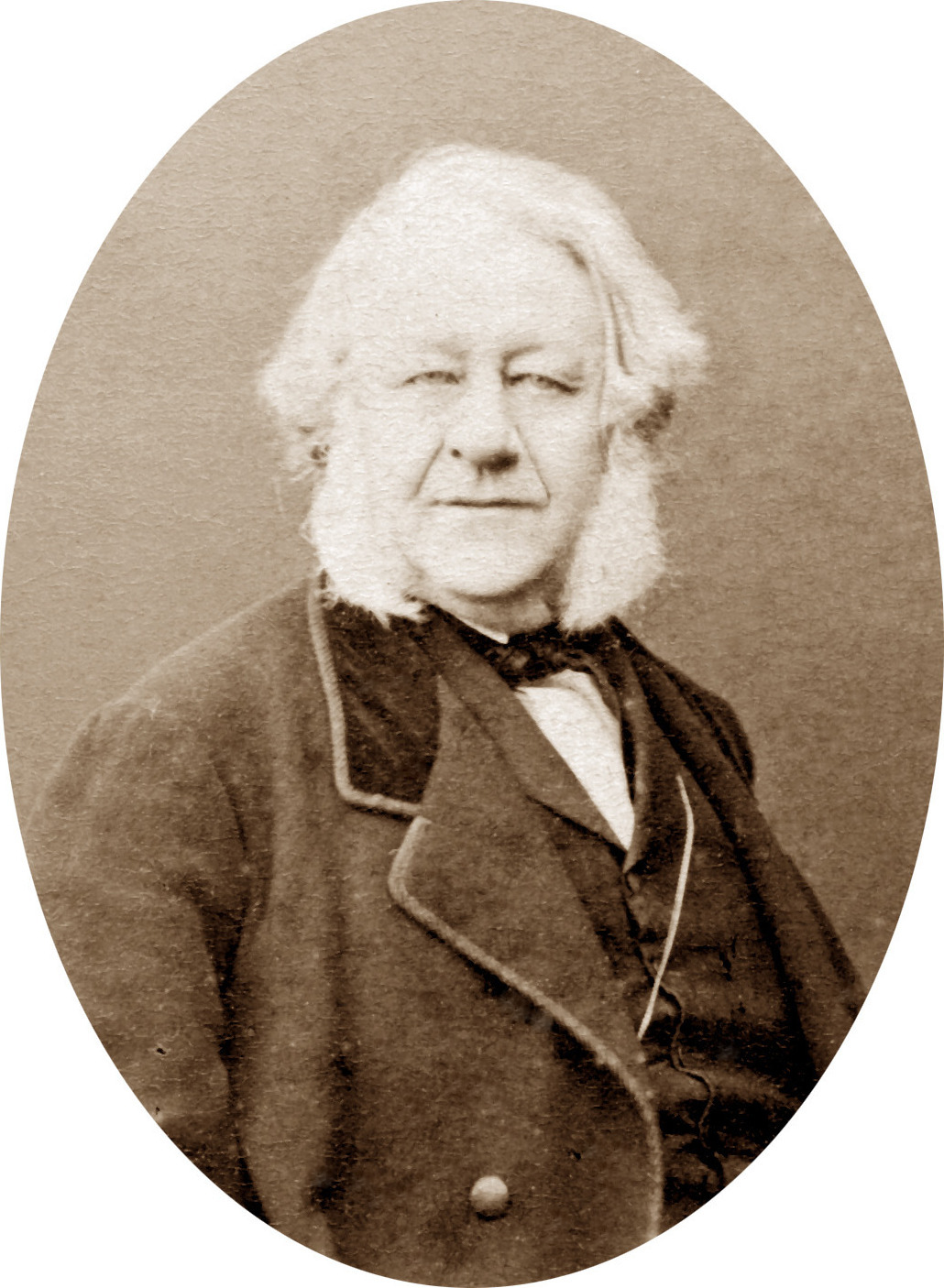
Antoine René de Perier (1800-1880) en 1875, châtelain de La Madeleine de 1839 à 1864.

Sous le Premier Empire, en 1811, le général Brémond y réédifie une habitation. À partir de 1824, il appartient au poète Casimir Delavigne qui s'en défait en 1839. Il composa d'ailleurs à cette occasion un poème, Adieu à la Madeleine, dont les deux derniers vers s'adressent au propriétaire suivant. Cette même année, la propriété est acquise par Antoine René de Perier, maire de Pressagny-l'Orgueilleux de 1848 à 1865, auteur, président de la Société des peintres de Rouen, et garde du corps de la maison militaire du roi (Compagnie d'Havré),  de 1818 à 1819.
En 1864, la belle-fille de Louis Jacques Thénard, la baronne Thénard, achète la propriété. Le château est alors transformé en une résidence de style néo-Renaissance. Les jardins sont redessinés. La propriété reste dans sa famille jusqu'en 1915.
En 1932, l'architecte Francisco Gianotti y rajoute une aile dans le style Art Déco. Le parc de 11 hectares est classé en 1937.
La chapelle est restaurée en 1952 par l'entreprise Lebréjal.
Dans les années 1960-1970, le château, abandonné, est pillé.
La famille Clermont est propriétaire en dernier lieu depuis 1980, qui, par une opération de restauration, sauve le monument de la ruine.